# André Leão
André Filipe Ribeiro Leão (Freamunde, 20 de Maio de 1985) é um futebolista português que joga habitualmente na posição de Meio-campo.
Atualmente joga no SC Freamunde.

## Palmarés
- Campeonato Romeno de Futebol - 2007/2008
- Taça Romena - 2007/2008, 2008/2009
- Supertaça Romena - 2007/2008